# Ana Maria Pavăl
Ana Maria Pavăl (ur. 10 lipca 1983) – rumuńska zapaśniczka. Olimpijka z Pekinu 2008, gdzie zajęła piąte miejsce w kategorii 48 kg.
Dziewięciokrotna uczestniczka mistrzostw świata; piąta w 2008. Zdobyła pięć brązowych medali na mistrzostwach Europy, w 2005, 2009, 2010, 2012 i 2014 roku.
- Turniej w Pekinie 2008

Wygrała z Olgą Smirnową z Kazachstanu i przegrała z Jackeline Renterią z Kolumbii i Chinką Xu Li.